# Арга (мифология)
Арга (др.-греч. Ἄργη) — в греческой мифологии дочь Зевса и Геры. Она была смелой охотницей. Любимица Зевса. Охотясь на оленя, она громко закричала: «Даже если олень бежит быстрее чем солнце, я настигну его!». Этим она рассердила влюблённого в неё бога солнца Гелиоса, и он превратил её в собаку. Она сестра Гефеста, Ареса, Гебы, Илифии и Ангелы.